# Ана Григоровић
Ана Григоровић (1987) српска је позоришна редитељка.

## Биографија
Дипломирала је позоришну и радио режију на Факултету драмских уметности у Београду, у класи професорке Иване Вујић. Завршила је интердисциплинарне мастер студије теорије уметности и медија на Универзитету уметности у Београду.
Од 2013. године ангажована ради у Опери Народног позоришта у Београду.
У свом опусу има бројне представе изведене у Београду, као што су мјузикл „Inside out” (Позориште на Теразијама), драма „Дом Бернарде Албе”, оперета за децу „Бастијен и Бастијена” (Народно позориште), „Магично поподне” и „Педесет удараца” (Атеље 212), „Гозба”, „Петар” (Битеф театар), „Бити” (Установа културе Пароброд), „North Force” (Омладинско позориште ДАДОВ), „Пет дечака” (Мало позориште "Душко Радовић").
Током 2021. Григоровићева се пласирала у полуфинале интернационалног такмичења оперских редитеља до 35 година - ЕОП (Еуропаићер Опернрегие-Преис), са редитељским концептом опере „Обртзај завртања” композитора Бенџамина Бритна.

## Награде
- 2019.   Похвала Народног позоришта у Београду за режију представе „На уранку”[1]
- 2017.   Награда Народног позоришта у Београду за најбољу представу у сезони 2016/17 за представу „Ђани Скики”[1]
- 2017.   Похвала Народног позоришта у Београду за режију представе „Ђани Скики”[1]
- 2013.   Специјална награда на Међународном фестивалу малих сцена у Ријеци за представу „Педесет удараца”[1]
- 2012.   Специјална награда за нове позоришне тенденције на ТИБА Фестивалу за представу „Пет дечака”[1]
- 2010.   Награда града Београда за стваралаштво младих у области уметности[1]
- 2009.   Награда „Зоран Ратковић” за најбољу режију за представу „North Force”[1]
- 2009.   Награда „Хуго Kлајн” за најбољег студента позоришне и радио режије у генерацији[1]

## Театрографија
- 2020.   Жорж Бизе Кармен Роси фест
- 2020.   Оливије Месијан Kвартет за крај времена Роси фест[1]
- 2019.   Станислав Бинички На уранку Народно позориште у Београду[3]
- 2019.   В. А. Моцарт Бастијен и Бастијена  Народно позориште у Београду
- 2018.   Даг Хаверти, Адријен Рис Inside Out Позориште на Теразијама, Београд[4]
- 2018.   Федерико Гарсија Лорка  Дом Бернарде Албе Народно позориште у Београду[5]
- 2017.   Волфганг Бауер Магично поподне  Атеље 212, Београд[1]
- 2016.   Ђакомо Пучини Ђани Скики Народно позориште у Београду[1]
- 2016.   В. А. Моцарт Бастијен и Бастијена Народно позориште у Београду[1]
- 2016.   Семјуел Бекет  Игра Позориште "Бора Станковић", Врање[1]
- 2015.   Платон  Гозба  Битеф Театар, Београд[1]
- 2015.   Борислав Пекић Рађање једног записника Народно позориште Пирот[1]
- 2015.   Вања Николић Бити УK Пароброд, Београд[1]
- 2014.   Жељко Хубач Петар Битеф Театар, Београд[1]
- 2014.   Горан Марковић Национална класа Омладинско позориште ДАДОВ, Београд[1]
- 2013.   Тамара Барачков Педесет удараца Атеље 212, Београд[1]
- 2012.   Симона Семенич Пет дечака Мало позориште „Душко Радовић“, Београд[1]
- 2011.   Андреа Валеан Ако ми се звижди, звиждим Народно позориште „Стерија“, Вршац[1]
- 2011.   Жељко Хубач Лепотица и звер Позориште "Бора Станковић", Врање[1]
- 2010.   Ежен Јонеско Бекство (Нови станар, Kакав куплерај!) УK „Вук Kараџић“, Београд[1]
- 2010.   Ференц Молнар Дечаци Павлове улице Омладинско позориште ДАДОВ, Београд[1]
- 2009.   Милена Богавац North Force Омладинско позориште ДАДОВ, Београд[1]
- 2008.   Родриго Гарсија After Sun Студентски културни центар, Београд[1]

### Редитељ обнове
- 2019.   Умберто Ђордано Андреа Шеније  Ђандоменико Вакари Народно позориште у Београду[1]
- 2018.   В. А. Моцарт Фигарова женидба Јагош Марковић Народно позориште у Београду[1]
- 2018.   Жорж Бизе Kармен Небојша Брадић Народно позориште у Београду[1]
- 2018.   Ђоакино Росини Пепељуга  Јагош Марковић Народно позориште у Београду[1]
- 2018.   Гаетано Доницети Лучија од Ламермура Џон Рамстер Народно позориште у Београду[1]
- 2017.   Ђакомо Пучини Плашт Дејан Миладиновић Народно позориште у Београду[1]
- 2016.   Ђоакино Росини Италијанка у Алжиру Урсула Хорнер Народно позориште у Београду[1]
- 2015.   Ђузепе Верди Риголето Предраг Протић  Народно позориште у Београду[1]
- 2014.   Ђузепе Верди Набуко Огњан Драганов Народно позориште у Београду[1]
- 2014.   Гаетано Доницети Љубавни напитак Пламен Kарталов Народно позориште у Београду[1]

### Асистент редитеља
- 2020.   Ђакомо Пучини Манон Леско Пјер Франческо Маестрини Народно позориште у Београду[1]
- 2019.   Петар Kоњовић Kоштана Југ Радивојевић Народно позориште у Београду[1]
- 2018.   Умберто Ђордано Андреа Шеније  Ђандоменико Вакари Народно позориште у Београду[1]
- 2017.   В. А. Моцарт Дон Ђовани Алберто Триола Народно позориште у Београду[1]
- 2017.   Ђузепе Верди Моћ судбине  Алберто Палоша Народно позориште у Београду[1]
- 2015.   Ђузепе Верди Отело Паоло Бајоко Народно позориште у Београду[1]
- 2014.   Ђакомо Пучини Тоска Дејан Прошев Народно позориште у Београду[1]
- 2013.   Рихард Вагнер Летећи Холанђанин Дејан Миладиновић  Народно позориште у Београду[1]
- 2008.   Меша Селимовић Дервиш и смрт Егон Савин Народно позориште у Београду[1]